# Иниго Џоунс
Иниго Џоунс (енгл. Inigo Jones; 15. јул 1573, Смитфилд, Лондон — 21. јун 1652) сматра се првим истакнутим британским архитектом и првим који је донео ренесансну архитектуру у Енглеску. Дао је важне доприносе и сценографији.
О младости Џоунса се мало зна. Рођен је у Смитфилду у центру Лондона, као син велшког католика, и крштен је у цркви Св. Вартоломеја. Крајем XVI века, био је један од првих Енглеза који су учили архитектуру у Италији. Вероватно је био у Италију и 1606. утицајем амбасадора Хенрија Вотона и код себе је имао примерке дела Андрее Паладија. Инигова дела су била под великим утицајем Паладиоа. У мањој мери, Џоунс је сматрао да распоред зграда треба да се одређује према начелу римског стручњака Витрувија. Најпознатије Џоунсове зграде су Краљичина кућа у Гриничу (започета 1616. - његов најранији сачувани рад) и Банкетни дом у Вајхтхолу, Лондон (1619) – део је великог пројекта за модернизацију Вајтхолске палате. Плафон Банкетног дома насликао је велики фламански мајстор Петер Паул Рубенс.
Банкетни дом је један од неколико пројеката на коме је Џоунс радио са његовим личним помоћником и унуком Џоном Вебом.
Други значајнији Џоунсов пројекат био је пројектовање Ковент Гардена. Овде је Џоунс добио задатак од Франсиса Расела. Гроф је сматрао да има дужност према грађанима да им изгради и цркву, стога је упозорио Џоунса да не може да расипа новац. Гроф му је једноставно рекао да изгради „амбар“, на шта му је Џоунс одговорио да ће добити „најдивнији амбар у Европи“. Данас од те цркве није остало скоро ништа.
Поред архитектурског рада, Џоунс је био много посвећен и сценографији. Сматра се првим који је почео да користи покретне сцене и просценијумски свод у Енглеској. Џонс се истакнуо и у костимографији, декорацији, и сценским ефектима у низу маски драматурга Бена Џонсона, са којим је расправљао да ли је у позоришту важнија сценографија или књижевност. (Џонсон је исмевао Џоунса у неколико својих дела)
Као главни конструкцијски инспектор краља Чарлса I, Џоунс је радио и за краљицу Хенријету Марију на пројектовању римокатоличке капеле у Самерсетској кући (чин који је изазвао велику сумњичавост код протестаната), па зато, са избијањем Енглеског грађанском рата 1642. и конфисковањем краљевске куће 1643, Џоунсоновој каријери дошао је крај. Касније, (~1646) имовина му је била враћена, али је Џоунс до краја живота живео у Самерсетској кући, а сахрањен је у цркви Сент Бенет Полс Ворфа у Лондону. На његово место дошли су, прво Џон Денам, а потом Кристофер Рен.
Џоунс је први озбиљно мерио Стоунхенџ, иако његови закључци и мерења нису били научни.
Иниго Џоунс је имао знатан утицај на архитекте XVII века, посебно на Лорда Барлингтона и Вилијама Кента.

## Живот и рад
Џоунс је био син кројача који се такође звао Иниго. О његовој младости се врло мало зна, али се претоставља да је учио за столара. Зна се да је 1603. посетио Апенине и провео довољно времена да стекне вештину у сликарству и декоратерству па је привукао пажњу и покровитељство данско - норвешког краља Кристијана IV, на чијем је двору био је запослен неко време пре повратка у Енглеску. Он се прославио као сликар, те га је Ана, жена Џејмса I, ангажовала 1605. године да јој дизајнира сцене, костиме и маске за маскенбале и сличне представе на двору. Из тог периода његовог живота остало је очувано више од 450 цртежа који се данас налазе у дворцу Чатсворт. Између 1605—1610. највише је радио за краљицу Ану, али се прихватио посла и за Роберта Цецила, грофа од Солсберија, ком је око 1608. подигао палату Њу ексчејнџ на Странду. То је његово прво познато архитектонско дело. Оно је срушено у 18. веку.
Затим га је ангажирао Хенри Фредерик Принц од Велсаа да му буде надзорник радова, али тај посао није дуго потрајао, јер је приц умро 1612.<реф наме=брит/> Следеће године је преминуо Сајмон Бзсил, дворски надзорник па је Џоунсу обећано да ће од 1615. он водити тај посао.
У међувремену је прихватио понуду Томаса Ховарда, грофа од Арундела, да поновно посети Италију. Тако је Џоунс заједно са Арунделом и његовом свитом напустио Енглеску у априлу 1613. и провео зиму 1613/14 у Риму. За време тог боравка имао је довољно времена да се упозна са делима италијанских сувременика, али и да разгледа античке рушевине. Од тадашњих мајстора, на њега су најјачи утисак оставила дела архитекте Андреје Паладија, који је стекао велик утицај међу архитектама након објављивања своје четири књиге о архитектури 1570. (I quattro libri dell'architettura), које је Џоунс набавио и понео са собом у Енглеску у јесен 1614.
Џоунс је као надзорник грађевинских радова на дворовима Jamesa Stuarta и Чарлса  радио од 1615. до 1643. Током тих 28 година био је ангажиран на градњи, обнови и побољшању краљевских објеката. Његов први важнији пројект био је изградња дворца - Краљичина кућа у Гриничу (1552–1616). Радови на том дворцу обустављени су након смрти краљице Ане 1619. па је довршен тек 1635. за жену Чарлса I - Хенријету Марију. Тај објект који је данас знатно промењен, део је Националног поморског музеја.
Стара палата Банкетинг у улици Вајтхол изгорела је 1619. па је Џоунс 1622. подигао нову, која се сматра његовим најлепшим радом. Та палата у свом приземљу има једну велику просторију па изгледа као витрувијевска базилика, али без бродова, само са низом стубова уз зидове који носе греде таванице. Чарлс Стјуарт наручио је алегоријске слике на панелима за декорацију таванице Рубенса које су постављене на место у 1635.
Палата Банкетинг има само две комплетне фасаде, бокови јој нису никад довршени, то је довело до претпоставки како је она требало да буде део веће целине. Вероватно је тако и било, јер је Чарлс готово 20 година након довршетка Банкетинга, затражио од Џоунса да му припреми пројекат за обнову целе палате Вајтхол. Ти нацрти чувају се у колеџу Вустер Универзитета у Оксфорду и у дворцу Чатсворт, они спадају међу Џоунсове најзанимљивије креације.
Џоунс се није ограничио само на градњу краљевских палата, већ се бавио и урбанизмом. Он је 1630. године прихватио је понуду грофа од Бедфорда да му пројектује трг на његовој земљи у Ковент Гардену. Иако данас више не постоји ни једна кућа коју је подигао Џоунс, трагови његовог рукописа могу се видети на пронаосу цркве светог Павла, ког носе једноставни стубови тосканског реда.
Пред крај живота између 1633-42. Џоунс је радио на рестаурацији старе Катедрале светог Павла. У то није била укључена само поправка црквеног кора из 14. века, већ и декорација камених зидова романичког брода и трансепта и изградња нове западне фасаде с пронаосом високим 17 метара ког је носило 10 стубова. Тај портик један од најамбициознијих и суптилно одвагнутих Џоунсових радова, трагично је уништен приликом обнове катедрале након великог лондонског пожара 1666. Приликом рестаурације 1997. пронађено је 70 камених крхотина са тог портика. Џоунсов рад на катедрали прилично је утицао на Кристофера Рена.
На почетку енглеског грађанског рата 1642, Џоунс је био присиљен напустити свој посао и да побегне у Лондон. Заробљен је 1645. за време опсаде замка Бејсинг (Олд Бејсинг). Тешко је кажњен, па му је и имање привремено одузето, али је већ следеће године помилован, што је потврдио Дом лордова, те му је враћено имање. Кад је 1649. погубљен краљ Чарлс Стјуарт Џоунс се прихватио подизања палате за грофа Вилтона од Пемброка, али изгледа да тај посао обавио његов ученик Џон Веб.
Иниго Џоунс је сахрањен у гробницу са својим родитељима у лондонској цркви светог Бенета.